# Santa Monica Pier
Santa Monica Pier – molo zlokalizowane na końcu Colorado Boulevard w Santa Monica w Kalifornii. Jest charakterystycznym, wyróżniającym się punktem orientacyjnym w mieście.
Jest pierwszym betonowym molo na zachodnim wybrzeżu USA.
Na molo znajduje się Pacific Park – rodzinny park rozrywki z wielkim diabelskim młynem, karuzelą zbudowaną w latach dwudziestych oraz akwarium Santa Monica Pier Aquarium. Znajdują się tam również sklepy, estrady, arkady, puby i restauracje.